# Procura suprema del popolo della Repubblica Popolare Cinese
La Procura suprema del popolo (最高人民检察院) è l'organo di massima importanza per la supervisione legale ed è il massimo organo procuratore della Repubblica Popolare Cinese.
È costituito dall'insieme degli uffici che possiedono l'esercizio dell'azione penale, e pertanto costituisce un parallelo della Corte suprema; l'unica differenza è il fatto che la Corte suprema viene utilizzata solo per l'esame delle sentenze e per l'approvazione delle condanne, mentre la Procura costituisce un organo di supervisione sulle procure regionali e speciali per eseguire il controllo giuridico della legge e per proteggere l'applicazione uniforme e corretta delle leggi dello Stato.
La Procura suprema del popolo inoltre deve riferire il suo lavoro all'ANP e al PCC, da cui è dipendente.